# آپارتمان ۱۴۳
آپارتمان ۱۴۳ (انگلیسی: Apartment 143) یک فیلم ترسناک اسپانیایی است که در سال ۲۰۱۲ منتشر شد. از بازیگران آن می‌توان به فرانسزگ گاریدو، گیا مانتگنا، مایکل اوکیف و ریک گونزالس اشاره کرد.